# Aluminiumwerk Unna
Die Aluminiumwerk Unna AG ist ein metallverarbeitendes Unternehmen mit Sitz in Unna in Nordrhein-Westfalen. Das Unternehmen hat sich auf die Herstellung von Aluminiumrohren spezialisiert. 

## Geschichte

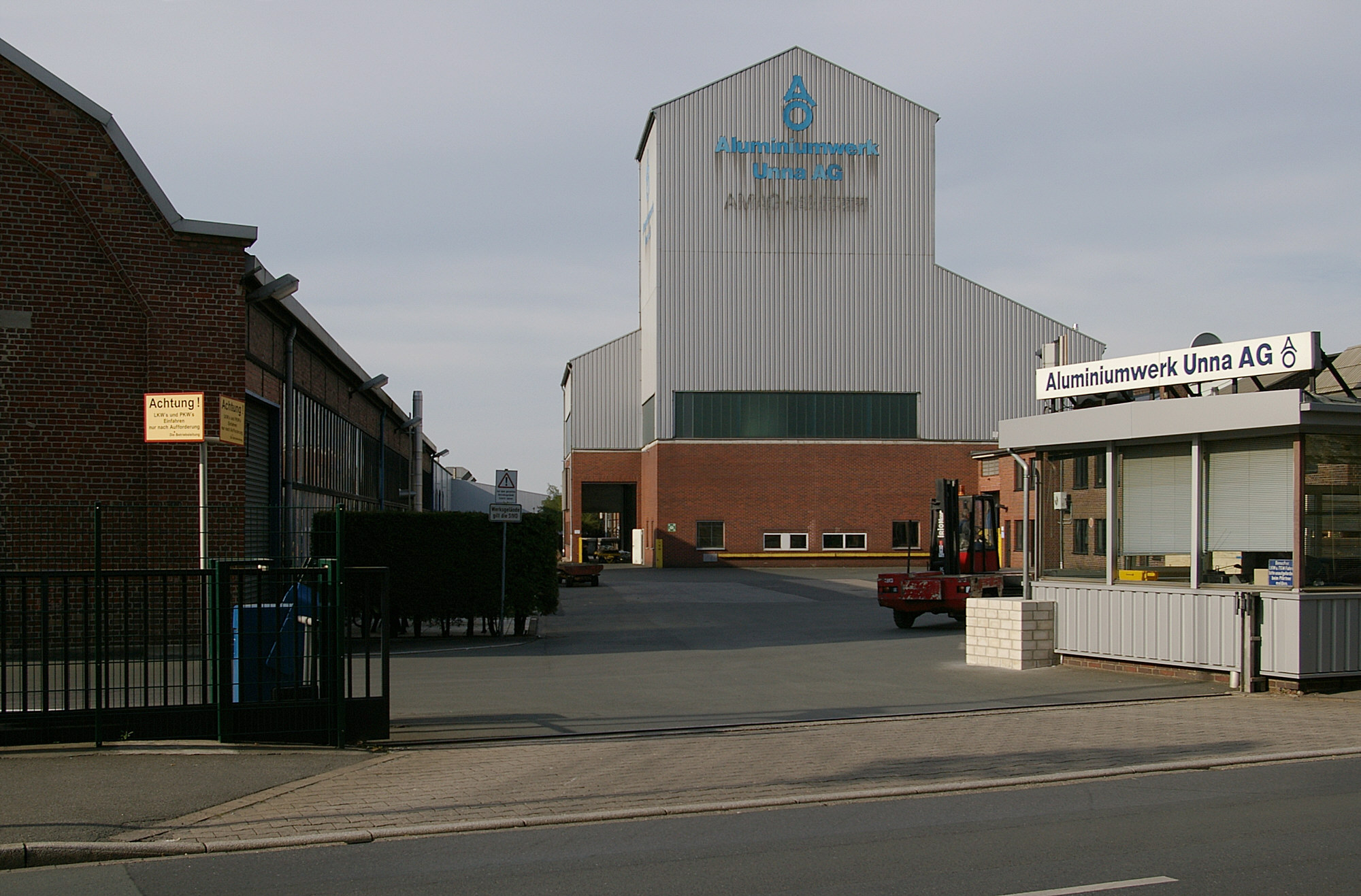
Aluminiumwerk Unna 2007

Die Gründung der Aluminiumwerk Unna AG geht auf das Jahr 1914 zurück, als sich acht Unternehmer aus Unna, Dortmund und Umgebung zusammenschlossen und die Messingwerk Aktiengesellschaft gründeten. Beteiligt war der Barmer Bankverein. 1915 begann die Produktion im Werk in Unna, in dem teilweise noch heute produziert wird. 1928 erfolgte eine Namensänderung zu Messingwerk Unna Aktiengesellschaft.
Nach Ende des Zweiten Weltkrieges gewann das Metall Aluminium an Bedeutung. Im Jahr 1973 ändert das Unternehmen seinen Namen und firmierte fortan als Messing- und Leichtmetallwerk Unna AG.
Ende der 1970er Jahre konzentrierte sich das Unternehmen ganz auf die Herstellung von Aluminium. Die Produktion aller anderen Metalle wurde eingestellt. 1979 änderte es seinen Namen auf die heutige Bezeichnung Aluminiumwerk Unna AG. Anfang der 1980er Jahre wurde das Aluminiumwerk Unna Aluteam mit Sitz in Mayen, einer Unternehmensgruppe von Strangpresswerken und Gießereien, angeschlossen, die Ende der 80er Jahre an die österreichische Austria Metall AG verkauft wurde.
Ende der 1990er Jahre entschied sich die Austria Metall AG zum Verkauf der Anteile an der Aluminiumwerk Unna AG. Zum 1. Januar 2000 verkaufte sie 72,7 Prozent der Anteile an den damaligen Betriebsratsvorsitzenden Thomas Wiese und 25,1 Prozent an die Mitarbeiter des Unternehmens.
Die Aluminiumwerk Unna AG gehört seit September 2017 zu ca. 98 % dem chinesischen Unternehmen Zhongwang.

## Produkte
Das Aluminiumwerk Unna hat sich auf die Herstellung von Produkten aus Aluminium spezialisiert. Es werden unter anderem nahtlos gepresste und kammergepresste Aluminiumrohre produziert. Zudem stellt das Unternehmen verschiedene Profile wie etwa Hohlprofile oder kammergepresste Profilrohre her. Zum Sortiment gehören auch Strangpressprofile, Stangen mit verschiedenen Aluminiumlegierungen, Bänder aus Aluminium und Gussbolzen.